# Ashokpur Balkawa
Ashokpur Balkawa – gaun wikas samiti we wschodniej części Nepalu w strefie Sagarmatha w dystrykcie Siraha. Według nepalskiego spisu powszechnego z 2001 roku liczył on 805 gospodarstw domowych i 4787 mieszkańców (2259 kobiet i 2528 mężczyzn).